# De Gloria Paradisi

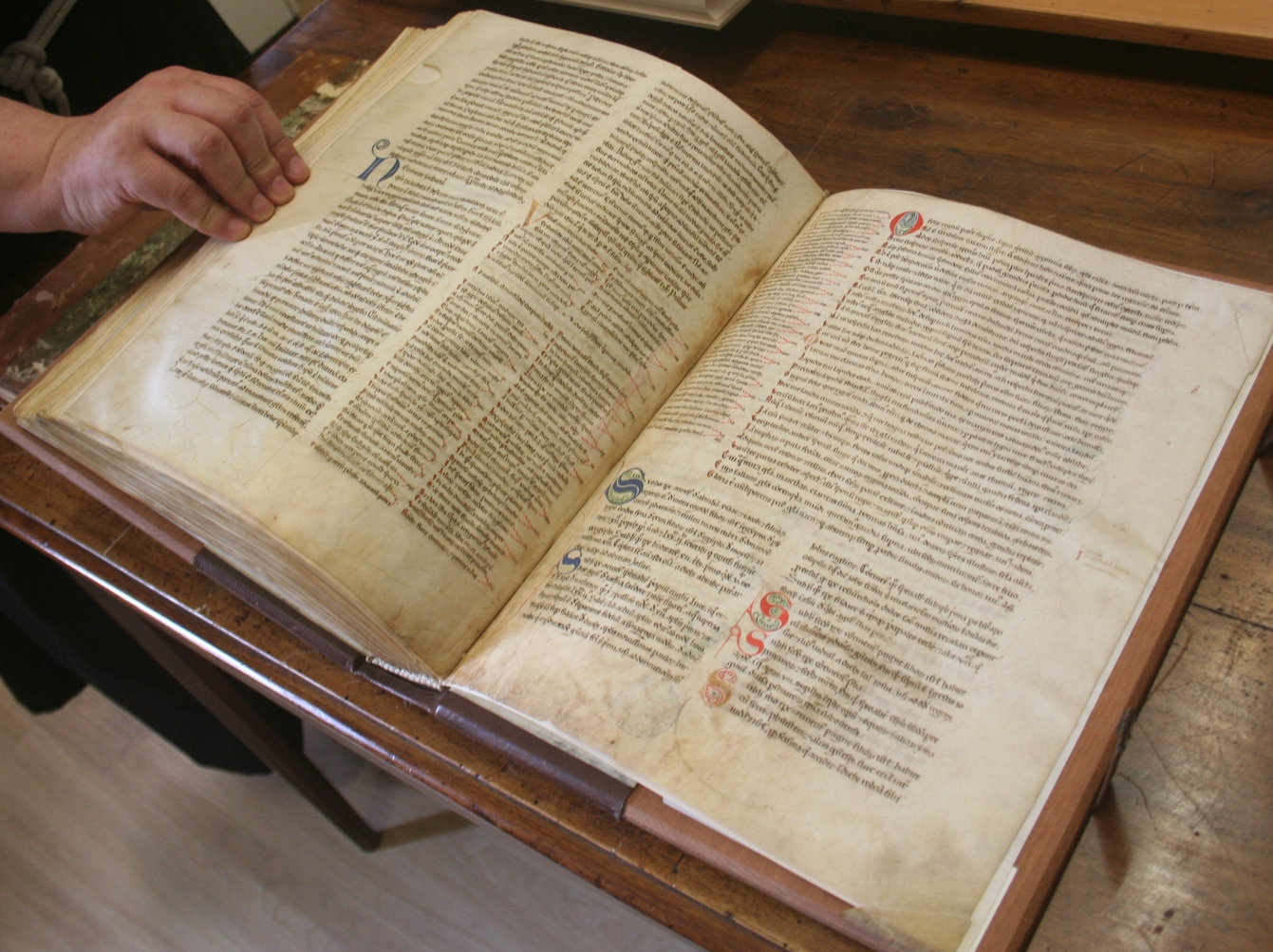
De Gloria Paradisi (Visio Admirandae Historiae)

De Gloria Paradisi (Visio Admirandae Historiae) è un poema scritto da Gioacchino da Fiore nel XII secolo. 
Viene tramandato da tre soli manoscritti, uno dei quali è conservato presso la Pontificia Biblioteca Antoniana di Padova (Manoscritti 322, ff. 165v-166r - Sec. XIII).

## Descrizione
Tale opera divide l'aldilà in Inferno, Purgatorio e Paradiso già un secolo prima di Dante Alighieri. 
La Divina Commedia è infatti animata dalla simbologia e dalla tensione profetica di Gioacchino da Fiore .
La concezione storico teologica dell'abate è profondamente legata al concetto dello spirito e al raggiungimento di una purificazione universale. L'anima si purifica distaccandosi dai beni effimeri della vita presente.
Il poema divide l’aldilà in Inferno, Purgatorio e Paradiso  [...] « Ergo cum illuc transiret vir prefatus, spiritu vidit beatorum turbas tripartitas gradibus. » (Or dunque, passando lì il nostro uomo in spirito vide le schiere dei beati tripartite per gradi) già un secolo prima di Dante Alighieri. Il sommo poeta infatti inserire nella Divina Commedia l'Abate da Fiore e lo colloca nel Paradiso
(Canto XII, vv. 139-141) definendolo «…di spirito profetico dotato», come a segnalare il debito culturale nei confronti del fondatore dell'ordine florense.
Il purgatorio di Gioacchino è rappresentato dal presente. 
[...] « In hac ipsa tamen hora qua solvitur corpore, videt flumen spumans igne et corrupto sulphure. Ibi pons est constitutus artus in examine, per quem transeunt invite miserorum anime. Qui non norunt artam viam, a pontis cacumine corruentes in profundum absorbentur flumine... » (Nell’istante medesimo in cui è sciolto dai vincoli del corpo, vede una fiumana fumante di fuoco e di bollente zolfo, sormontata da un ponte stretto nel mezzo, pel quale passano a malincuore le anime dei disgraziati, perché, nel percorrere l’angusta via, venendo giù a precipizio dall’acuta sommità del ponte, sono inghiottiti dal fiume.) 

## Il Poema
Estratti del poema in lingua latina e versione tradotta in italiano:

### Latino
«Quidam vir religiosus fama non incognitus scripsit rem, quam vidit quidam in extasi positus. Ductus animi excessu ambulat per invia, nulli sibi patent campi, nulla loca pervia».
«Horum dentibus attritus cogitur deponere erumnosum carnis honus, quo gravatur pondere. In hac ipsa tamen hora qua solvitur corpore, videt flumen spumans igne et corrupto sulphure. Ibi pons est constitutus artus in examine, per quem transeunt invite miserorum anime. Qui non norunt artam viam, a pontis cacumine corruentes in profundum absorbentur flumine.» 

«Ergo cum illuc transiret vir prefatus, spiritu vidit beatorum turbas tripartitas gradibus.»

### Italiano
«Un religioso non oscuro descrisse ciò che una volta vide in un momento di estasi. Trasportato da un eccesso d’animo egli camminava per luoghi senza vie, non aveva sotto gli occhi, innanzi a sé, campi coltivati, non luoghi praticabili.»
«Stritolato dai denti delle fiere è costretto a deporre lo sciagurato peso del corpo.  Nell’istante medesimo in cui è sciolto dai vincoli del corpo, vede una fiumana fumante di fuoco e di bollente zolfo, sormontata da un ponte stretto nel mezzo, pel quale passano a malincuore le anime dei disgraziati, perché, nel percorrere l’angusta via, venendo giù a precipizio dall’acuta sommità del ponte, sono inghiottiti dal fiume.»

«Or dunque, passando lì il nostro uomo in spirito vide le schiere dei beati tripartite per gradi.»